# Jazernica
Jazernica és un poble i municipi d'Eslovàquia que es troba a la regió de Žilina, al centre-nord del país. La primera menció escrita de la vila es remunta al 1361.

## Demografia
| Godina             | 1994 | 2004    | 2014    | 2024    |
| ------------------ | ---- | ------- | ------- | ------- |
| Nombre de persones | 238  | 290     | 320     | 355     |
| Diferència         |      | +21,84% | +10,34% | +10,93% |

| Godina             | 2023 | 2024   |
| ------------------ | ---- | ------ |
| Nombre de persones | 367  | 355    |
| Diferència         |      | −3,26% |